# OMO “Ilinden”
OMO “Ilinden” jedna je od nekoliko makedonskih organizacija u Bugarskoj, sa sjedištem u Sandanskom, u Pirinskoj Makedoniji. 
OMO “Ilinden” (Obedineta makedonska organizacja “Ilinden” / Ujedinjena makedonska organizacija “Ilinden”) utemeljena je 14. travnja 1990. u gradu Sandanskom, ujedinjenjem dijela makedonskih organizacija u Bugarskoj. Tada u njezin sastav ulaze “Ilinden-VMRO 89 - Nezavisna” iz Blagoevgrada, “Ilinden - Nezavisna” iz Sofije, “Komitet za zaštitu prava Makedonaca” iz Pirinske Makedonije, “Komitet represiranih Makedonaca u Bugarskoj”, “Nezavisni demokratski savez” i “Kulturno-prosvjetno društvo Jane Sandanski” iz sela Mikreva (Mikrevo), Kresna.
Na Sastanku ujedinjenja izabrano je prvo rukovodstvo u sastavu: Stojan Georgiev Tomovičin (Стојан Гeоргиев Томовичин) (predsjednik), Jordan Kostadinov (Јордан Костадинов) (dopredsjednik), te članovi Koordinacijskog vijeća: Jordan Berbatov (Јордан Бербатов), Vladimir Kocelov (Владимир Коцелов), Boris Gjorgiev Pavlov (Борис Ѓорѓиев Павлов), Kiril Serafimov Tilev (Кирил Серафимов Тилев), Gjorgi Suharov (Ѓорѓи Сухаров), Sokrat Makrilov (Сократ Макрилов) i Ivan Dimitrov Gjurov (Иван Димитров Ѓуров). Što se, pak, imena ujedinjene organizacije tiče, odlučeno je da se odbaci prijedlog za uporabu imena “VMRO” zbog njegovih negativnih konotacija i značenja u pojedinim razdobljima makedonske povijesti i da se uzme naziv Obedineta makedonska organizacja “Ilinden”.
Poslije pada komunizma u Bugarskoj je zavladala opća euforija zbog novonastalih promjena, a kod Makedonaca u Bugarskoj javlja se nada da će konačno moći ponovno dobiti svoja nacionalna prava iz vremena liberalnijeg režima Georgi Dimitrova. Tako je već u kratkom razdoblju od osnutka do 10. svibnja 1990. OMO “Ilinden” okupila oko 7.000 članova, među kojima su bili i od ranije poznati makedonski aktivisti: Sokrat Makrilov, Ilija Kočev, Gjorgi Suharov, Pande Iliev, Ivan Timčev, Kiril Bogoev, Ivan Tasev i Atanas Doganov.
OMO “Ilinden” se od početka svoga rada suočava s velikim poteškoćama u djelovanju. Prvi udar organizaciji zadan je “iznutra”, otkrićem da (sada bivši) član Krasimir Iliev radi za bugarske organe sigurnosti. S druge strane, bugarski sudovi do dana današnjega uporno odbijaju registrirati organizaciju, dok je bugarski političari i mediji proglašavaju “separatističkom i antibugarskom organizacjom”, a njezine članove “plaćenicima stranih tajnih službi” koje često hapse, fizički ih maltretiraju i oduzimaju im putovnice.
Na sudskim procesima OMO “Ilinden” protiv Republike Bugarske pred Europskim sudom za ljudska prava, Bugarska je država u više navrata osuđivana zbog kršenja ljudskih i manjiskih prava Makedonaca u Bugarskoj, s preporukom bugarskim sudovima da registriraju ovu organizaciju.